# Піщані долари (фільм)
«Піщані долари» (ісп. Dólares de Arena) — драматичний фільм Домініканської Республіки, знятий Ізраелем Карденасом та Лаураою Амелією Гузман. Стрічка була обрана для показу у секції «Сучасне світове кіно» на міжнародному кінофестивалі у Торонто 2014 року. Фільм був висунутий Домініканською Республікою на премію «Оскар-2016» у номінації «найкращий фільм іноземною мовою».

## Сюжет
Забезпечена літня француженка Анна вирішує провести свої останні роки у Домініканській Республіці. Там вона закохується у юну привабливу Ноель, яка ледь зводить кінці з кінцями.

## У ролях
- Джеральдіна Чаплін — Анна
- Янет Моїка — Ноель
- Рікардо Еріель Торібіо

## Визнання
| Нагороди та номінації фільму «Піщані долари» | Нагороди та номінації фільму «Піщані долари»    | Нагороди та номінації фільму «Піщані долари» | Нагороди та номінації фільму «Піщані долари» | Нагороди та номінації фільму «Піщані долари» | Нагороди та номінації фільму «Піщані долари» |
| Рік                                          | Нагорода                                        | Категорія                                    | Номінант                                     | Результат                                    |                                              |
| -------------------------------------------- | ----------------------------------------------- | -------------------------------------------- | -------------------------------------------- | -------------------------------------------- | -------------------------------------------- |
| 2014                                         | Каїрський міжнародний кінофестиваль 2014        | Приз ФІПРЕССІ                                | «Піщані долари»                              | Перемога                                     |                                              |
| 2014                                         | Міжнародний кінофестиваль у Чикаго 2014         | «Срібний Г'юґо» за найкращу жіночу роль      | Джералдін Чаплін                             | Перемога                                     |                                              |
| 2014                                         | Національний кінофестиваль «Кіно Сеара» 2014    | Найкращий звук                               | Дієго Гат та Алехандро де Ікаса              | Перемога                                     |                                              |
| 2014                                         | Кінофестиваль трьох континентів у Нанті 2014    | «Золотий монгольф'єр»                        | «Піщані долари»                              | Номінація                                    |                                              |
| 2014                                         | Гаванський 2014                                 | Найкраща жіноча роль                         | Джералдін Чаплін                             | Перемога                                     |                                              |
| 2015                                         | Фрібурський міжнародний кінофестиваль 2015      | Ґран-прі                                     | «Піщані долари»                              | Номінація                                    |                                              |
| 2015                                         | Нашвіллський кінофестиваль 2015                 | Найкраща жіноча роль                         | Джералдін Чаплін                             | Перемога                                     |                                              |
| 2015                                         | Нашвіллський кінофестиваль 2015                 | Ґран-прі                                     | «Піщані долари»                              | Номінація                                    |                                              |
| 2015                                         | Міжнародний кінофестиваль у Палм-Спрінгз 2015   | Найкращий латиноамериканський фільм          | «Піщані долари»                              | Номінація                                    |                                              |
| 2015                                         | Премія «Платина» іберо-американського кіно 2015 | «Платина» за найкращу жіночу роль            | Джералдін Чаплін                             | Номінація                                    |                                              |